# Norman Allin
Norman Allin (Ashton-under-Lyne, Gran Manchester, 19 de novembre de 1884 - Pontrilas, Herefordshire, 27 d'octubre de 1973) fou un cantant d'òpera de la corda de baix. Fou alumne del Reial Col·legi de Música de Manchester, on seguí la carrera de cant, debutant amb gran èxit al Aldwich Theatre de Londres el 1916. Dotat de ben timbrada i potent veu de baix, ensems excel·lent actor, assolí a ocupar un lloc preeminent en l'escena lírica anglesa. Va actuar diversos anys en el Covent Garden de Londres, amb èxit ininterromput, destacant en el repertori de Richard Wagner i rus. Dirigí durant molts anys la British National Opera Company.